# Mystery Train (film)
Pour les articles homonymes, voir Mystery Train.
Pour plus de détails, voir Fiche technique et Distribution.
Mystery Train est un film américain réalisé par Jim Jarmusch, sorti en 1989.

## Synopsis
À Memphis (Tennessee), trois histoires évoluent en parallèle autour d'un hôtel de seconde zone : un couple de jeunes rockers japonais en pèlerinage musical, une jeune veuve venue chercher le cercueil de son mari et un groupe de trois copains éméchés en virée nocturne.
Far From Yokohama
Deux jeunes gens de Yokohama, Mitsuko et Jun, sont venus faire leur tour des lieux mythiques de la ville de Memphis, dans le cadre d'un voyage à travers les États-Unis, en train. Le couple arrivé à la gare, va du centre-ville de Memphis au studio Sun Records où après une visite épuisante, il essaie de trouver un hôtel, ayant un côté typique et pas bien onéreux : ce sera l'hôtel Arcade. Le matin, après s'être réveillés et préparés, ils entendent un coup de feu.
A Ghost
Une veuve italienne, Luisa, vient chercher le cercueil de son mari afin de le ramener en Italie. Son avion n'étant prévu que pour le lendemain, elle est contrainte de passer la nuit à Memphis. Elle est confrontée à un libraire l'incitant à acheter de nombreux magazines. Elle rencontre ensuite un homme dans un café restaurant qui lui affirme que le fantôme d'Elvis lui serait apparu un an auparavant et lui aurait demandé de transmettre un objet à Luisa : ce serait son peigne. L'homme exige vingt dollars de frais de livraison. Par la suite, dans la rue, pour échapper à ce même homme et son acolyte, Luisa atterrit dans le même hôtel que la première histoire. Elle propose de partager par gentillesse sa chambre d'hôtel avec Dee Dee, l'ex petite amie de Johnny (personnage apparaissant dans la troisième histoire) car cette dernière n'a pas assez. Dans la nuit, le fantôme d'Elvis apparaît à Luisa. Et le matin, réveillées, elles entendent le coup de feu.
Lost in Space
Johnny, que Dee Dee vient de quitter et ayant perdu son boulot dans la même journée, n'est pas dans un état bien raisonnable alors qu'il discute avec une connaissance dans un bar car il casse un verre et sort un flingue. Will Robinson et Charlie, son supposé beau-frère, viennent le chercher et l'accompagnent vers la sortie. Ils s'arrêtent par la suite dans une épicerie nocturne spécialisée dans la vente d'alcool, et Johnny tire à bout portant sur le tenancier après lui avoir commandé deux bouteilles d'alcool et un début d'altercation. Les trois hommes s'enfuient, et passent un long moment en virée en voiture à boire, encore sidérés de ce qui s'est passé. Au bout d'un certain temps, voulant se reposer et ne pouvant retourner chez eux, ils se réfugient à l'hôtel Arcade, et finissent la deuxième bouteille. Charlie réalise à ce moment-là que Will partage son nom avec un personnage de la série télévisée Lost in Space. Le matin, après une nuit bien courte, Charlie apprend qu'il n'a jamais véritablement été le beau-frère de Johnny, ce dernier ne s'étant jamais marié avec Dee Dee. Il s’énerve et, après une rapide bagarre avec Johnny, reçoit une balle dans la jambe.

## Fiche technique
- Titre : Mystery Train
- Réalisation : Jim Jarmusch
- Scénario : Jim Jarmusch
- Musique : John Lurie
- Photographie : Robby Müller
- Montage : Melody London
- Création des décors : Dan Bishop
- Décoratrice : Dianna Freas
- Costumes : Carol Wood
- Production :
  - Producteur : Jim Stark
  - Productrice associée : Demetra J. MacBride
  - Producteurs délégués : Hideaki Suda et Kunijiro Hirata
  - Producteur exécutif : Rudd Simmons
- Sociétés de production : JVC Entertainment Networks et Mystery Train
- Sociétés de distribution : Orion Classics (en) (États-Unis) et Pyramide Distribution (France)
- Budget : 2,8 millions de dollars
- Pays d'origine :  États-Unis,  Japon
- Langues : anglais, japonais, italien
- Format : couleurs - 1,85:1 - mono - 35 mm
- Genre : Comédie, policier, drame
- Durée : 110 minutes
- Dates de sortie :
  - France : mai 1989 (Festival de Cannes) ; 6 septembre 1989
  - États-Unis : 17 novembre 1989
  - Japon : décembre 1989

## Distribution

### Far from Yokohama
- Masatoshi Nagase : Jun
- Yūki Kudō : Mitsuko
- Screamin' Jay Hawkins : gérant de l'hôtel
- Cinqué Lee : groom de l'hôtel
- Rufus Thomas : homme de la gare
- Jodie Markell (en) : guide du Sun Studio
- William Hoch : touriste
- Pat Hoch : touriste
- Joshua Elvis Hoch : touriste
- Reginald Freeman : conducteur
- Beverly Prye : prostituée
- Tom Waits : animateur radio (voix)

### A Ghost
- Nicoletta Braschi : Luisa
- Elizabeth Bracco : Dee Dee, la sœur de Charlie
- Sy Richardson : vendeur de journaux
- Tom Noonan : client du restaurant
- Stephen Jones : fantôme
- Lowell Roberts : Lester
- Screamin' Jay Hawkins : gérant de l'hôtel
- Cinqué Lee : groom de l'hôtel
- Sara Driver : employée de l'aéroport
- Richard Boes : homme dans l'Arcade Diner
- Darryl Daniel : serveuse Arcade Diner
- Calvin Brown : piéton
- Jim Stark : porteur de cercueil à l'aéroport #1
- Elan Yaari : porteur de cercueil à l'aéroport #2
- Tom Waits : animateur radio (voix)

### Lost in Space
- Joe Strummer : Johnny dit Elvis
- Rick Aviles : Will Robinson
- Steve Buscemi : Charlie, le barbier
- Vondie Curtis-Hall : Ed
- Royale Johnson : Earl
- Winston Hoffman : Wilbur
- Screamin' Jay Hawkins : gérant de l'hôtel
- Cinqué Lee : groom de l'hôtel
- Rockets Redglare : employé de magasin d'alcool
- Marvell Thomas : joueur de billard #1
- Charles Ponder : joueur de billard #2
- D'Army Bailey : joueur de billard #3
- Tom Waits : animateur radio (voix)

## Autour du film
- Le titre Mystery Train provient de Mystery Train, une chanson présente dans le film et popularisée par Elvis Presley. Elle avait été chantée auparavant par Junior Parker, un chanteur de blues (version également entendue dans le film), et faisait partie du répertoire de la Carter Family, un groupe vocal des années 1920.
- Le directeur de la photographie, Robby Müller, est également l'un des plus fréquents collaborateurs de Wim Wenders.

## Bande originale
- Mystery Train, interprété par Elvis Presley
- Mystery Train, interprété par Junior Parker
- Blue Moon, interprété par Elvis Presley
- Domino, interprété par Roy Orbison
- The Memphis Train, interprété par Rufus Thomas
- Get Your Money Where You Spend Your Time, interprété par Bobby Blue Bland
- Pain in my Heart, interprété par Otis Redding
- Soul Finger, interprété par The Bar-Kays

## Distinctions

### Récompenses
- Festival de Cannes 1989 : Prix de la meilleure contribution artistique au Festival International du Film

### Nominations
- Nominations aux prix du meilleur film, meilleur réalisateur, meilleur scénario, meilleure photographie, meilleure actrice (Yūki Kudō) et meilleurs seconds rôles masculins (Screamin' Jay Hawkins et Steve Buscemi), lors des Independent Spirit Awards 1990.